# Rupsenschaar

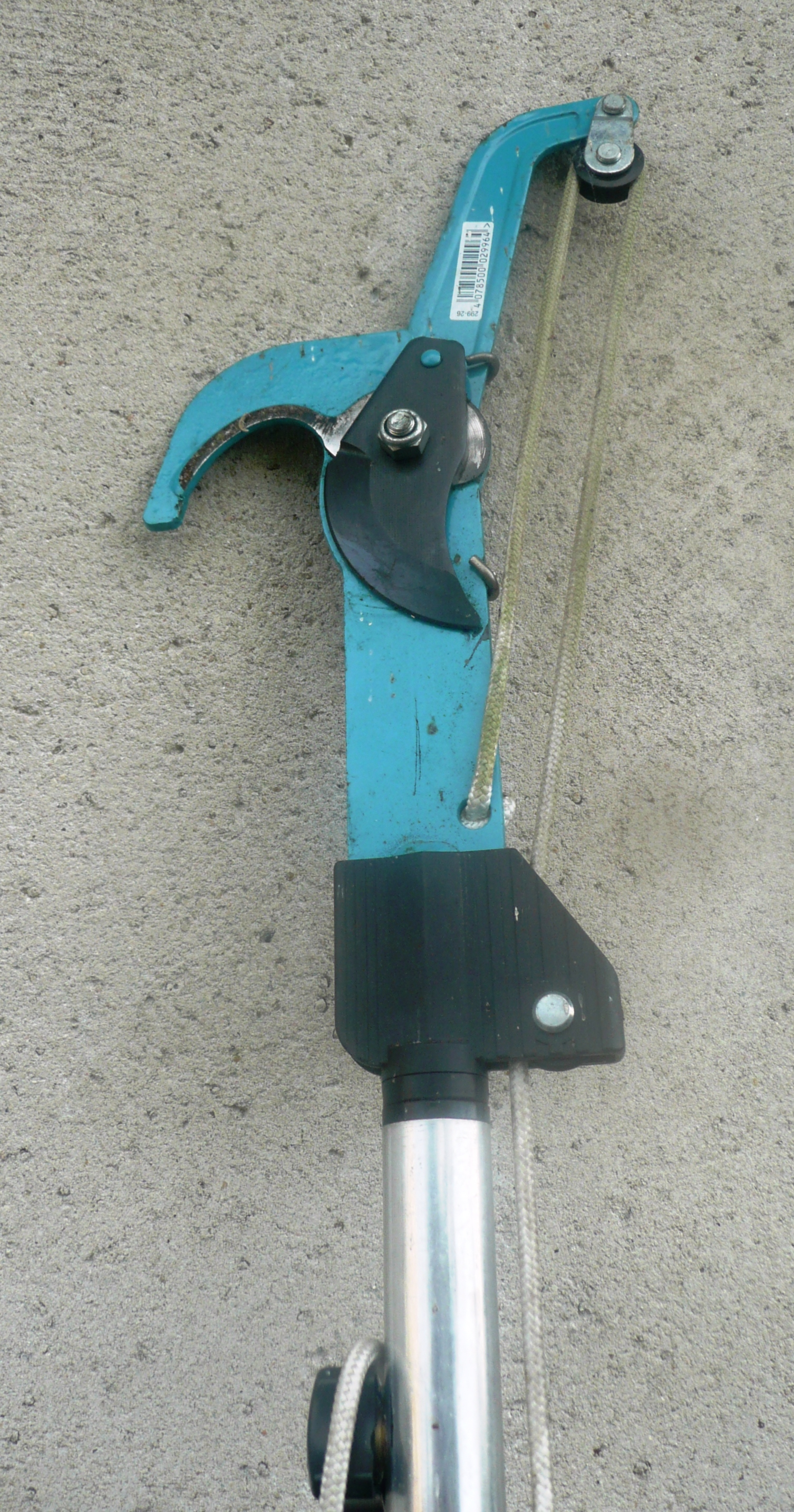
Uiteinde van een rupsenschaar

Een rupsenschaar of topschaar is een stuk tuingereedschap dat bestaat uit een schaar aan een lange stok die door middel van een koordje wordt bewogen. 
Deze schaar wordt gebruikt om te snoeien. Men kan er vanaf de grond op grote hoogte takken van bomen mee afknippen. Door aan het touw te trekken kan men het bovenmes over het ondermes trekken. Doordat de topschaar van onder naar boven knipt, zal een tak niet uitscheuren. De schaar met steel kan 4 tot 5 meter lang zijn. Men gebruikt de rupsenschaar op plaatsen waar werken vanaf een ladder niet mogelijk, of moeilijk en gevaarlijk is. De schaar wordt ook gebruikt om takken met rupsennesten af te knippen en dankt hieraan zijn naam. Deze functie vindt men ook terug in de Franse benaming voor dit gereedschap (échenilloir). Écheniller betekent '(een boom) ontdoen van rupsen'. 
De rupsenschaar is net als een snoeischaar alleen geschikt voor dunne takken; voor het verwijderen van hoge takken die dikker zijn, kan een stokzaag worden gebruikt.